# Hradenyzi
Hradenyzi (ukrainisch Градениці; russisch Граденицы Gradenizy) ist ein Dorf in der Oblast Odessa im Südwesten der Ukraine mit etwa 4300 Einwohnern (2023).
Das 1790 von Saporoger Kosaken gegründete Dorf liegt am Kutschurhan-Stausee am gegenüberliegenden Ufer der moldawischen Stadt Dnestrovsc und an der Territorialstraße T–16–25 zwischen der Siedlung städtischen Typs im Rajon Rosdilna Lymanske im Norden und dem Dorf Trojizke im Süden.
Das ehemalige Rajonzentrum Biljajiwka befindet sich 27 Kilometer südöstlich und das Stadtzentrum von Odessa liegt etwa 70 Kilometer südöstlich von Hradenyzi.
Am 12. Juni 2020 wurde das Dorf ein Teil der Stadtgemeinde Biljajiwka im Rajon Biljajiwka; bis dahin bildete es die Landratsgemeinde Hradenyzi (Граденицька сільська рада/Hradenyzka silska rada) im Westen des Rajons Biljajiwka.
Am 17. Juli 2020 wurde der Ort Teil des Rajons Odessa.